# Карсанидзе, Владимир Давидович
Владимир (настоящее имя — Ладо) Давидович Карсанидзе (груз. ვლადიმერ დავითის ძე ყარსიანიძე) (23 апреля 1909, Матходжи, Цулукидзевский район, Российская империя — 6 июля 1968) — советский и грузинский драматург и сценарист, член Союза писателей СССР (1952—68). Заслуженный деятель искусств Грузинской ССР (1966).

## Биография
Родился 23 апреля 1909 года в Матхождах. Начиная с 1926 года начал свою литературную деятельность В 1929 году поступил на сценарный факультет ВГИКа, который он окончил в 1934 году. В качестве сценариста написал многочисленные сценарии документальных, научно-популярных и художественных фильмов.
Скончался 6 июля 1968 года. Похоронен в Дидубийском пантеоне.

## Фильмография

### Сценарист
- 1939 — Запоздалый жених
- 1940 —
  - Акакий Церетели
  - Под ярким солнцем
- 1943 — Аркадий Гегешидзе
- 1944 — Ферайдан
- 1946 —
  - Большой день
  - Осень в Кахетии
- 1949 —
  - Весенние гости
  - Счастливая встреча
- 1952 — Сказка о селе Натанеби
- 1953 —
  - Боржомское ущелье
  - Гори
- 1956 — Баши-Ачук (оригинальный текст — Акакий Церетели)
- 1961 —
  - Нико и Сико
  - Рассказ нищего (оригинальный текст — Илья Чавчавадзе)
- 1965 — Зов земли